# Переду-да-Бемпошта
Переду-да-Бемпошта (порт. Peredo da Bemposta; МФА: [pɨ.ˈɾe.du dɐ bɐ̃j.ˈpoʃ.tɐ]) — парафія в Португалії, у муніципалітеті Могадору. Розташована в північно-східній частині країни, на теренах історичної португальської провінції Трансмонтана. Входить до складу округу Браганса. За адміністративним поділом, чинним до 1976 року, терени парафії були складовою провінції Трансмонтана і Верхнє Дору. Належить до Брагансько-Мірандської діоцезії Католицької церкви. Патрон — Іван Хреститель. Площа — 18,1589 км². Населення — 188 ос. (2011). Слабо урбанізований регіон. Густота населення — 10,35 осіб/км²
. Код — 040813.

## Населення
| Кількість мешканців | Кількість мешканців | Кількість мешканців | Кількість мешканців | Кількість мешканців | Кількість мешканців | Кількість мешканців | Кількість мешканців | Кількість мешканців | Кількість мешканців | Кількість мешканців | Кількість мешканців | Кількість мешканців | Кількість мешканців | Кількість мешканців |
| ------------------- | ------------------- | ------------------- | ------------------- | ------------------- | ------------------- | ------------------- | ------------------- | ------------------- | ------------------- | ------------------- | ------------------- | ------------------- | ------------------- | ------------------- |
| 1864                | 1878                | 1890                | 1900                | 1911                | 1920                | 1930                | 1940                | 1950                | 1960                | 1970                | 1981                | 1991                | 2001                | 2011                |
| 459                 | 516                 | 548                 | 608                 | 590                 | 500                 | 518                 | 566                 | 520                 | 525                 | 391                 | 420                 | 311                 | 258                 | 188                 |